# Evgueni Tachkov
Evgueni Ivanovitch Tachkov (en russe : Евге́ний Ива́нович Ташко́в), né le 18 décembre 1926 dans l'actuelle oblast de Volgograd et mort le 15 février 2012 à Moscou, est un réalisateur soviétique et russe.

## Biographie
Evgueni Tachkov fait ses études à l'VGIK, dont il sort diplômé en 1950.
De 1983 à 1992, il est directeur artistique du Théâtre national d'acteur de cinéma.
Il meurt en février 2012 d'un accident vasculaire cérébral et est enterré à Moscou au cimetière Troïekourovskoïe.

## Vie privée
Evgueni Tachkov a épousé l'actrice Ekaterina Savinova. Ensemble ils ont eu un fils, Andreï Tachkov, né en 1957, acteur de théâtre et cinéma.

## Filmographie partielle

### Réalisateur
- 1959 : Soif ou Le Commando de la soif (Жажда, Jajda)
- 1963 : Revenez demain (Приходите завтра…, Prikhodite zavtra)
- 1966 : Adjudant de son Excellence (Адъютант его превосходительства)
- 1968: Commandant Tornade (Майор Вихрь), téléfilm
- 1973 : Les Enfants de Vaniouchine (Дети Ванюшина)
- 1976 : Crime (Преступление)
- 1978 : Leçons de français (Уроки французского)
- 1983 : L'Adolescent (Подросток), téléfilm
- 1987 : Débrouillards (Ловкачи)
- 2010 : Trois Femmes de Dostoïevski (Три женщины Достоевского)

### Scénariste
- 1963 : Revenez demain (Приходите завтра…, Prikhodite zavtra)

## Récompenses
- 2002 : ordre de l'Honneur
- 1960 : ordre de l'Insigne d'honneur
- 1995 : artiste du peuple de la fédération de Russie